# Conepatus humboldtii
Conepatus humboldtii är en däggdjursart som beskrevs av Gray 1837. Conepatus humboldtii ingår i släktet trynskunkar, och familjen skunkar.
Det svenska trivialnamnet Patagonienskunk förekommer för arten.

## Utseende
Honor är med en kroppslängd (huvud och bål) av 20 till 30 cm och en svanslängd av 18 till 18,5 cm mindre än hannar. Exemplar av hankön blir 22 till 32 cm långa och har en 16,5 till 20,2 cm lång svans. Vikten för arten varierar mellan 0,5 och 2,5 kg och hannar är 4 till 6 procent tyngre än honor. Pälsen mörka delar är ofta svarta men de kan vara mörkbruna eller mörk rödbruna. Allmänt förekommer en mörk längsgående linje på ryggens topp med två angränsande vita strimmor men några exemplar har variationer. Typiskt är avsaknaden av vita mönster mellan ögonen. Övriga kännetecken är lika som hos andra släktmedlemmar.

## Utbredning
Denna skunk förekommer i Patagonien. Utbredningsområdet sträcker sig över Argentinas södra del och över sydöstra Chile. Arten finns inte på Eldslandet. Habitatet utgörs av buskskogar och gräsmarker. Conepatus humboldtii vistas i låglandet och i låga bergstrakter upp till 700 meter över havet.

## Ekologi
Individerna är främst aktiva på natten. Under vintern kan arten vara mer dagaktiv. Conepatus humboldtii har flera lyor i reviret och den byter mellan lyorna efter några dagar. Lyan kan vara ett hålrum mellan rötter, en liten grotta, överhängande klippor eller övergivna bon som skapades av andra djur. Ibland används trähögar som skapades av människor eller hålrum under byggnader. Conepatus humboldtii äter insekter och mindre ryggradsdjur som kompletteras med frukter och andra växtdelar. För att hitta födan används främst lukten och sedan grävs bytet ut. Ofta äter denna skunk kadaver. I närheten av människans samhällen ingår även matrester och grönsaker från trädgårdar i födan.
När honan inte är brunstig lever vuxna exemplar ensam men ungdjur kan dela samma lya över en längre tid. Reviren är 7 till 16 hektar stora och överlappar varandra. Dräktigheten varar enligt uppskattningar mellan 42 och 60 dagar och ungarna föds under våren. En kull består av två till fem ungar. Grupper av ungdjur iakttogs upp till 1,3 km från lyan utan moderns uppsyn.

## Status
Varje år dödas flera exemplar för pälsens skull. Conepatus humboldtii faller ibland offer för puman. Gift som egentligen ska minska Magellanrävens bestånd dödar även flera individer av denna skunk. Jakten på arten för pälsens skull minskade sedan 1980-talet på grund av lagliga inskränkningar. IUCN kategoriserar arten globalt som livskraftig.

## Underarter
Arten delas in i följande underarter:
- C. h. humboldtii
- C. h. castaneus
- C. h. proteus

## Bildgalleri

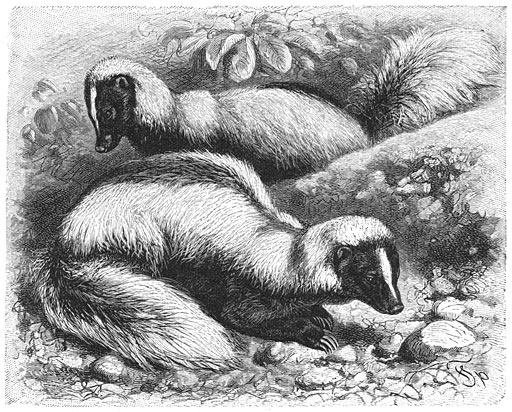
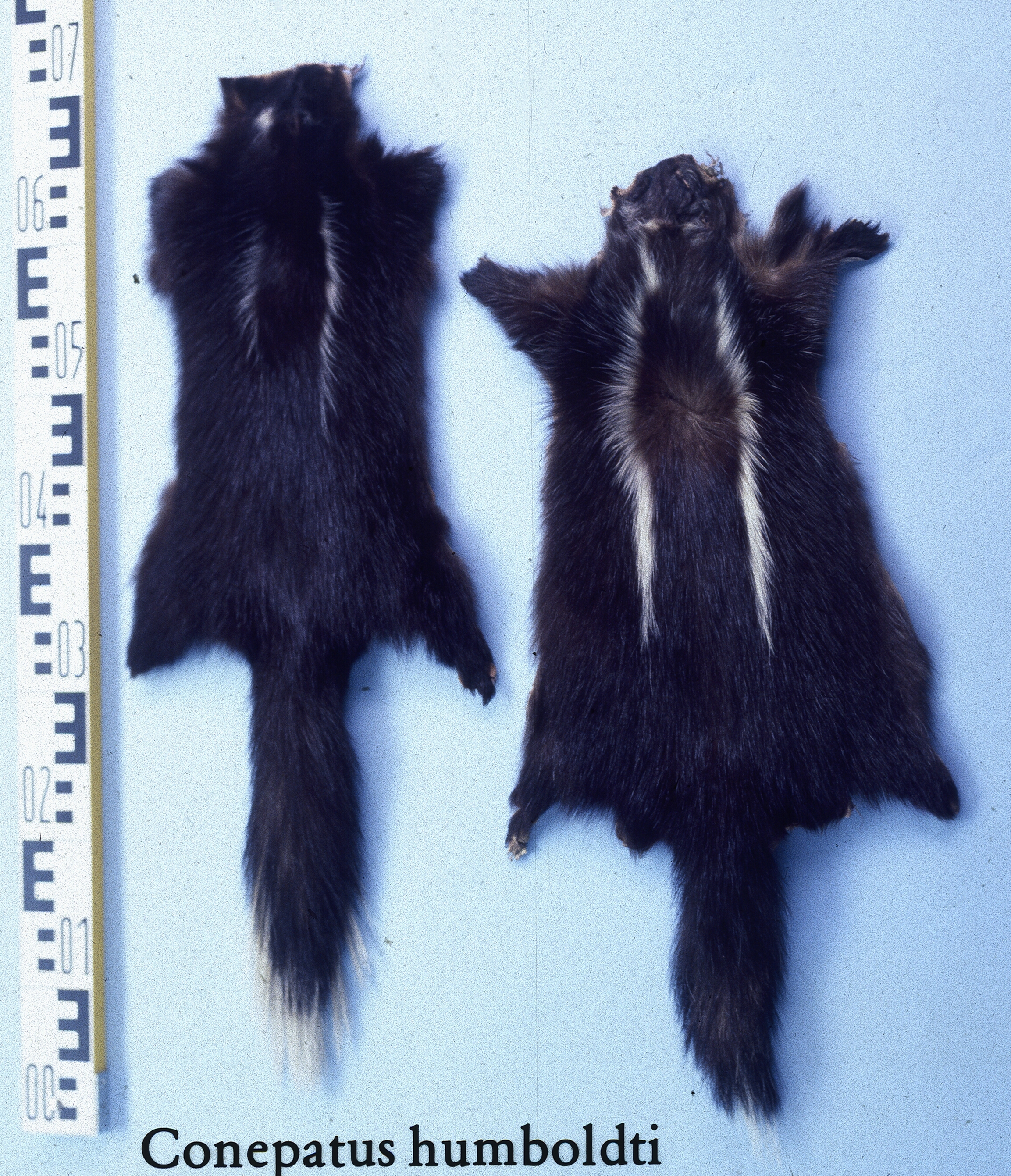
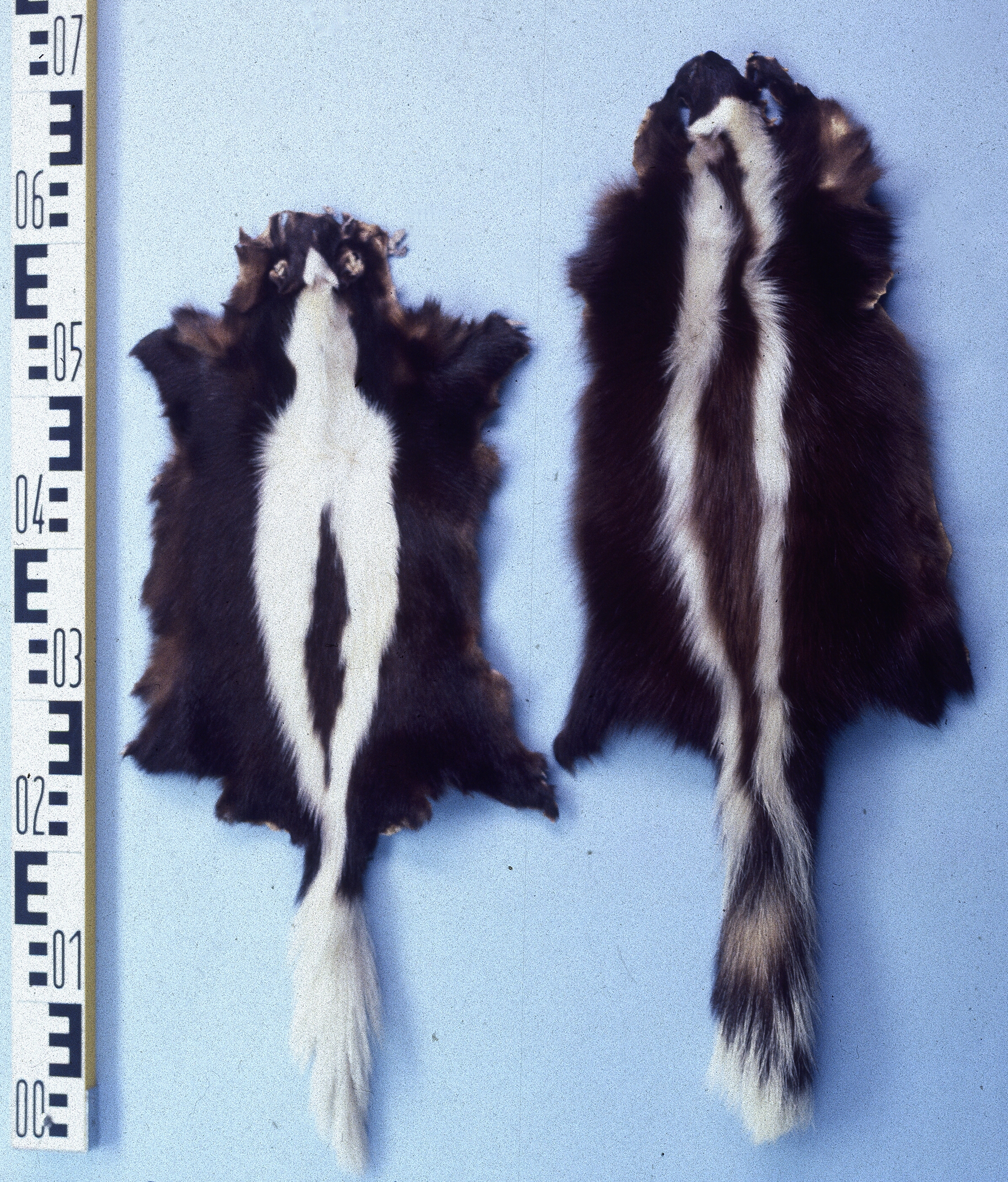
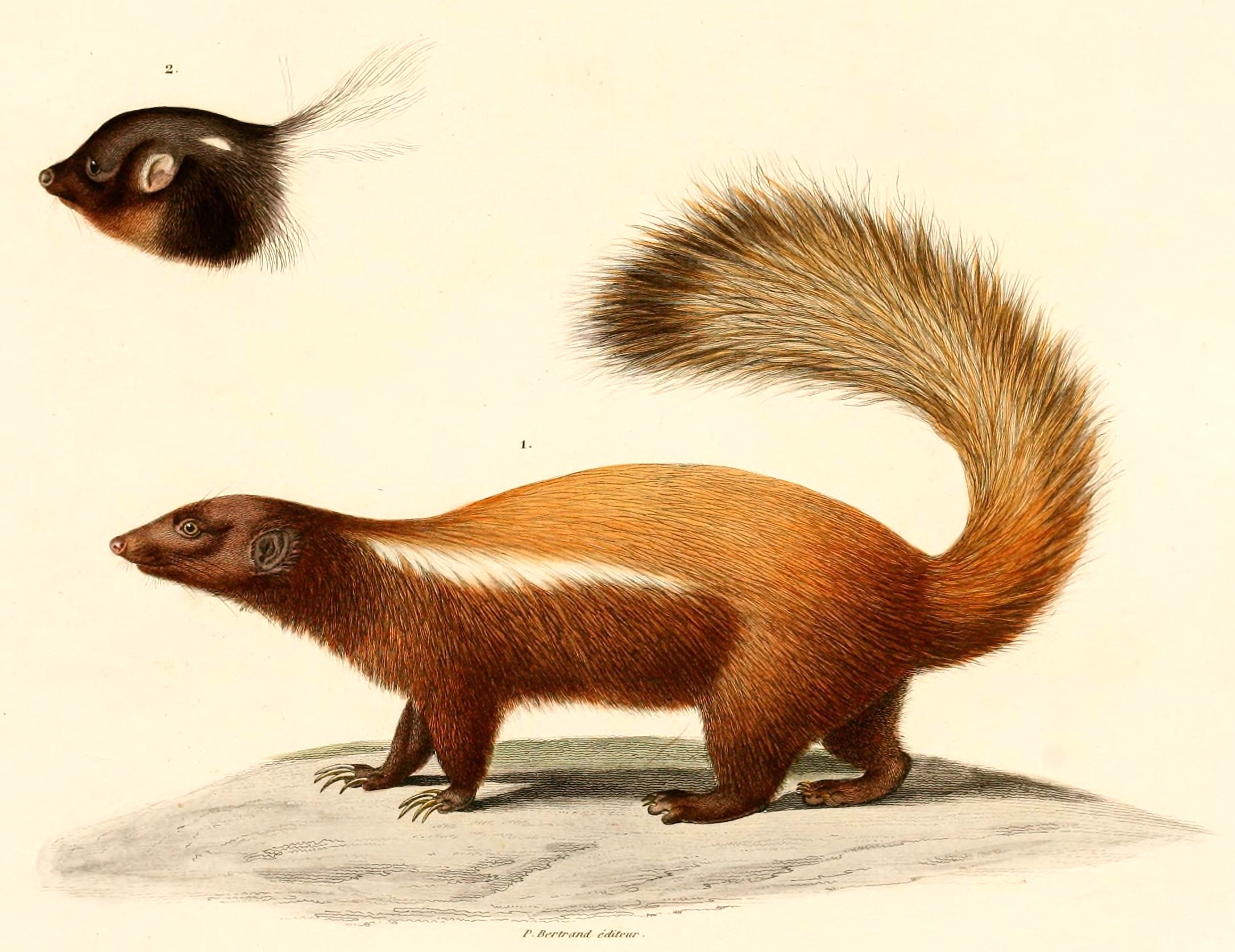